# Витимско плато
Витимското плато (на руски: Витимское плоскогорье) е обширно плоскогорие в Забайкалието, в горното течение на река Витим (десен приток на Лена), в източната част на Република Бурятия и западната част на Забайкалски край на Русия. Простира се между Икатския хребет на северозапад, Становата планинска земя на север, планината Ольокмински Становик на изток, хребетите Черски и Яблонов на югоизток, а на югозапад постепенно се понижава към долината на река Уда (десен приток на Селенга). Дължината му от югозапад на североизток е около 450 km, а ширината до 250 km.
Релефът му представлява редуване на успоредни, относително невисоки ували (възвишения) с височина от 1200 до 1600 m с междупланински понижения между тях. Изградено е от гранити и кристалинни шисти, а на югозапад преобладават базалтите. Има над 15 конуса на древни угаснали вулкани. Широко е разпространена вечно замръзналата почва. С изключение на крайните му югозападни райони, които се отводняват от река Уда (десен приток на Селенга), останалите му части се отводняват от река Витим и нейните леви (Чина, Ципа с притока си Амалат и др.) и десни (Киджимит, Заза, Джидота, Конда, Каренга, Калакан и др.) притоци. Междуречията са покрити с лиственична тайга, а в пониженията са разпространени храстова бреза, пасища и много блата.
Първата топографска експедиция в района на Витимското плато е извършена през 1858 г. руския топограф Арсений Усолцев, който картира големи участъци от платото и установява неговите южни и западни граници. През 1866 г. руският учен-географ, а впоследствие известен руски анархист Пьотър Кропоткин извършва първите научни физикогеографски изследвания в този район. През 1898 г. руският геолог и кортограф Александър Герасимов продължава топографското заснемане и геоложкото изследване на Витимското плато и в южните му части открива 15-те древни угаснали вулкана.